# Codos
Codos es un municipio y localidad española de la provincia de Zaragoza, en la comunidad autónoma de Aragón. El término municipal, ubicado en la comarca de Calatayud, tiene una población de 217 habitantes (INE 2024).

## Geografía

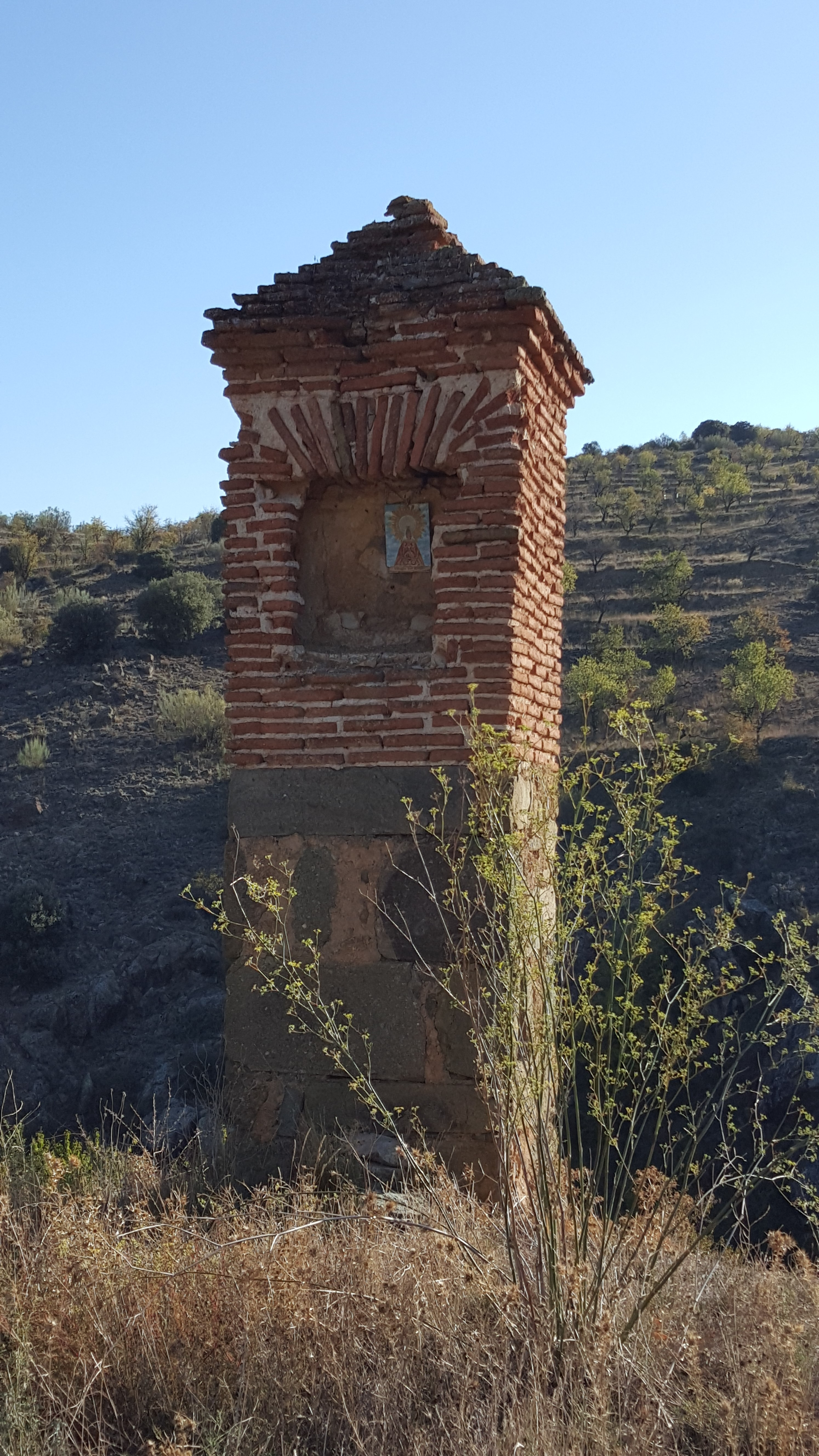
Peirón de las Almas, a la entrada de Codos

El municipio tiene un área de 62,10 km². En el término nacen los ríos Grío y Güeimil, este muy corto pero en su recorrido se encuentra la Fuente Güemil.

## Historia
Hacia mediados del siglo XIX, la villa tenía contabilizada una población de 750 habitantes. Aparece descrita en el sexto volumen del Diccionario geográfico-estadístico-histórico de España y sus posesiones de Ultramar de Pascual Madoz de la siguiente manera:

CODOS: v. con ayunt. en la prov., dióc, aud. terr. y c. g. de Zaragoza (11 leg.), part. jud. y adm. de rent. de Daroca (4): sit. en una altura de poca elevacion dominada por otra sierra: su clima es templado y propenso á calenturas intermitentes, pulmonias y carbunclos. Tiene 188 casas, una llamada palacio con habitaciones espaciosas en situacion elevada frente á la igl., y las restantes á der. é izq. del cerro ; hay casa consistorial y en ella un departamento destinado para cárcel: escuela de niños concurrida por 50 alumnos y dotada con 4,000 rs. vn. y otra de niñas asistida de unas 20 educandas sin dotacion fija: igl. parr. (Sta. Maria Magdalena). El cementerio está sit. en paraje ventilado. En las afueras hay 3 ermitas denominadas San Roque, Sta. Quiteria y San Gil. Confina el térm. N. con Ntra. Sra. de Cobel (1 leg.); E. Aguaron (2), S. con Encina-Corba (2), y O. con Langa y Oresa (id.). El terreno es quebrado aunque fértil, lo cruza y bañan en parte 2 riach., el uno de ellos pasa por las inmediaciones de la pobl. y se atraviesa por medio de un puente; tiene su origen en la fuente llamada Aguila la que nace á 2 horas de la pobl. y va á desaguar en el r. Grio : sobre el camino de Calatayud se encuentra una venta: circundan la pobl. montes poblados de carrascas. caminos: locales y de herradura: el correo se recibe de Daroca por balijero. prod.: trigo, centeno, ordio, garbanzos, habichuelas, cáñamo, aceite, vino, frutas, hortaliza y abundancia de miel y cera: se cria ganado lanar, cabrio, vacuno y cerda; caza de perdices, liebres y conejos: ind.: fáb. de paño, bayetas, estameñas, barragan, bandas ó fajas y algunas otras de lienzos; 2 batanes, un molino harinero y otro aceitero. comercio: esportacion de sus manufacturas e importacion de otros art. pobl.: 158 vec., 750 alm. cap. imp.: 1.629,632 rs. contr.: 22,636.
(Madoz, 1847, pp. 503-504)

## Demografía
Codos cuenta con una población de 217 habitantes (INE 2024).
| Gráfica de evolución demográfica de Codos entre 1842 y 2021                                                         |
| |
| Población de derecho según los censos de población del INE Población de hecho según los censos de población del INE |

## Economía
Mantiene una economía agrícola, fundamentalmente cereza y melocotón.

## Administración y política
| Período   | Alcalde               | Partido |  |
| --------- | --------------------- | ------- |  |
| 1979-1983 | Miguel Vicente Juan   | PAR     |  |
| 1983-1987 | -                     | -       |  |
| 1987-1991 | -                     | -       |  |
| 1991-1995 | -                     | -       |  |
| 1995-1999 | -                     | -       |  |
| 1999-2003 | -                     | -       |  |
| 2003-2007 | -                     | -       |  |
| 2007-2011 | -                     | -       |  |
| 2011-2015 | Miguel Crespo Gimeno  | PSOE    |  |
| 2015-2019 | Emilio Camino Lorente | PSOE    |  |

| Partido político    | Partido político                                   | 2003   | 2007   | 2011   | 2015   |
| Partido político    | Partido político                                   | Ediles | Ediles | Ediles | Ediles |
|                     | Partido de los Socialistas de Aragón (PSOE-Aragón) | 6      | 6      | 4      | 4      |
|                     | Partido Aragonés (PAR)                             | —      | —      | 3      | 1      |
|                     | Partido Popular de Aragón (PP)                     | 1      | —      | —      | —      |
|                     | Chunta Aragonesista (CHA)                          | —      | 1      | —      | —      |
| Total de concejales | Total de concejales                                | 7      | 7      | 7      | 5      |

## Fiestas
La fiesta principal es en honor de la Virgen del Mar, que se celebra el 4 de septiembre. Otras fiestas destacadas son San Blas, el 3 de febrero y San Isidro el 15 de mayo.

## Personas notables
El padre Miguel Blasco de la Compañía de Jesús nació en Codos en el año de 1713, viajó al Virreinato de Nueva Granada y fundó el municipio de Güicán en el departamento de Boyacá, Colombia.